# منتخب جزر العذراء البريطانية لكرة القدم
منتخب جزر العذراء البريطانية لكرة القدم (بالإنجليزية: British Virgin Islands national football team)‏ وهو المنتخب الوطني في جزر العذراء البريطانية ويديره اتحاد جزر العذراء البريطانية لكرة القدم. لم يسبق له التأهل إلى بطولة بطولة كأس العالم لكرة القدم. يعتبر من أضعف المنتخبات على مستوى العالم.

## وصلات خارجية
- قائمة بيانات المنتخب من الموقع الرسمي للفيفا باللغة العربية